# Alloesia bivittata
Alloesia bivittata är en skalbaggsart som beskrevs av Louis Alexandre Auguste Chevrolat 1862. Alloesia bivittata ingår i släktet Alloesia och familjen långhorningar.
Artens utbredningsområde är Venezuela. Inga underarter finns listade i Catalogue of Life.